# Estadi Municipal de Santo Domingo
|  | No s'ha de confondre amb Estadi Municipal de Santo Domingo (Alcorcón). |

L'Estadi Municipal de Santo Domingo és un estadi situat a El Ejido a Almeria.El Club El Ejido 2012 hi disputa els partis locals. És un terreny de joc de gespa natural i té una la capacitat de 7870 espectadors. L'estadi va ser inaugurat el 2001. Des de l'estrena, va ser el camp on jugava el Club Polideportivo Ejido, fins que aquest club va desaparèixer el 2012.

## Informació general
Propietat de l'Ajuntament de l'Ejido i gestionat per l'Institut Municipal d'Esports de l'Ejido.
Compta amb camp de futbol de gespa, pista d'atletisme i deu vestidors. La superfície total és de 7140 m². Està concebut com un espai multifuncional que perme la pràctica del futbol, l'atletisme, el tir amb arc, musculació, aeròbic i també acollir diferents espectacles.
Actualment és utilitzat per l'equip de futbol de la ciutat, el Club Deportivo El Ejido 2012, per al desenvolupament d'entrenaments i partits de competició.

## Altres esdeveniments
El 2005 va acollir un partit de la Selecció de futbol sub-21 d'Espanya. El partit, que va ser contra la San Marino, va acabar en 14-0, la major golejada aconseguida mai per la selecció espanyola.
Va albergar la fase preliminar i va ser subseu del torneig de futbol dels Jocs Mediterranis de 2005. De cara als Jocs, es van habilitar sales específiques per a premsa, vips, organització, control de dopatge, federació i voluntaris.
El dissabte 30 de juny de 2007, el grup britànic The Rolling Stones va actuar a l'Estadi de Santo Domingo, en un concert que es va emmarcar dins de la gira mundial A Bigger Bang Tour. Precisament les característiques d'aquestes instal·lacions van ser decisives a l'hora de guanyar la 'batalla' a altres ciutats com Saragossa o Jerez de la Frontera. A més, va ser un dels pocs espectacles en què es va poder muntar íntegre l'escenari, d'enormes proporcions, que reprodueix 'The Globe', corrala en què Shakespeare estrenava les seves obres teatrals. A aquest concert, van acudir més de 50.000 persones.